# MRP II
MRP II (manufacturing resource planning — планування ресурсів виробництва) — метод ефективного планування всіх ресурсів виробничого підприємства. У ідеалі, він дозволяє здійснювати виробниче планування та логістичне планування в натуральних одиницях вимірювання, фінансове планування — у вартісних одиницях вимірювання і надає можливість здійснювати моделювання з метою відповіді на питання типу «що буде, якщо…». Він складається з множини функцій, пов'язаних одна з одною:
- бізнес-планування,
- планування продажів і операцій (англ. sales and operations planning),
- планування виробництва (англ. production planning),
- формування Головного календарного плану виробництва (англ. master production scheduling),
- планування потреби в матеріалах,
- планування потреби в потужностях,
- система підтримки виконання планів для виробничих потужностей і матеріалів.

Вихідні дані від цих систем інтегруються з фінансовими звітами і документами, такими як бізнес-план, звіт про виконання закупівель, план (бюджет) відвантаження, прогноз запасів у вартісному виразі і т. д. Планування ресурсів виробництва є пряме продовження і розширення «замкнутого циклу MRP»
Основними обов'язковими модулями системи MRP II є (згідно з Дарріл Ландватер і Крістофером Греєм), перераховані нижче:
1. Планування продажів і операцій (англ. Sales & Operations Planning).
2. Управління попитом (англ. Demand Management).
3. Головний календарний план виробництва (англ. Master Production Schedule).
4. Планування потреби в матеріалах (англ. Material Requirements Planning).
5. Підсистема специфікацій (англ. Bill of Material Subsystem).
6. Підсистема операцій із запасами ( Inventory Transaction Subsystem).
7. Підсистема запланованих надходжень за відкритими замовленнями (англ. Scheduled Receipts Subsystem).
8. Оперативне управління виробництвом (англ. Shop Floor Control or Production Activity Control]).
9. Планування потреби в потужностях (Capacity Requirements Planning).
10. Управління вхідними/вихідними матеріальним потоками (англ. Input/Output Control).
11. Управління постачанням (англ. Purchasing).
12. Планування розподілу ресурсів  (англ. Distribution Resource Planning, DRP).
13. Інструментальне забезпечення (англ. Tooling).
14. Інтерфейс з фінансовим плануванням (англ. Financial Planning Interfaces).
15. Моделювання (англ. Simulation).
16. Оцінка діяльності (Performance Measurement).